# Psammopsyllus arenarius
Psammopsyllus arenarius is een eenoogkreeftjessoort uit de familie van de Leptopontiidae. De wetenschappelijke naam van de soort is voor het eerst geldig gepubliceerd in 1965 door Enckell.